# 歐拉 (沙特阿拉伯)
26°37′N 37°55′E / 26.617°N 37.917°E
埃爾奧拉（阿拉伯语：‎ ）是沙特阿拉伯的綠洲城鎮，位於該國西北部，由麥地那省負責管轄，距離瑪甸沙勒約20公里，鎮上有酒店和餐廳，該鎮的機場於2010年底啟用。
由於埃爾奧拉位置偏僻，遠離人煙，被視為最佳的觀星地點。

## 外部連結
- https://web.archive.org/web/20070310202742/http://pr.sv.net/aw/2005/April/english/history.htm
- http://nabataea.net/dedan.html （页面存档备份，存于）
- https://web.archive.org/web/20080828063537/http://www.arac.com.sa/english/ola.html